# Leptanillinae
Los leptanilinos (Leptanillinae) son una subfamilia de hormigas. Está dividida a su vez en las tribus Anomalomyrmini y Leptanillini.
En toda la tribu Leptanillini las larvas alimentan a la reina con su propia hemolinfa mediante glándulas especializadas situadas en su protórax y en el tercer segmento abdominal. Este comportamiento es similar al del género (no relacionado) Adetomyrma, conocido como hormigas vampiro u hormigas Drácula, que realmente perforan a sus larvas para llegar a los fluidos de su cuerpo.
Al menos Leptanilla y Phaulomyrma son hormigas diminutas, amarillas y ciegas que viven bajo tierra.

## Sistemática
- Anomalomyrmini

- Anomalomyrma Pokemon Taylor, 1990

- Anomalomyrma taylori Bolton, 1990

- Protanilla Taylor, 1990

- Protanilla bicolor
- Protanilla concolor
- Protanilla furcomandibula
- Protanilla rafflesi Taylor, 1990

- Leptanillini

- Leptanilla Emery, 1870

- Leptanilla africana Baroni Urbani, 1977
- Leptanilla swani Wheeler, 1932
- Leptanilla kubotai Baroni Urbani, 1977
- Leptanilla palauensis Smith, 1953
- Leptanilla santschii Wheeler & Wheeler, 1930
- Leptanilla vaucheri Emery, 1899
- Leptanilla theryi Forel, 1903
- Leptanilla tenuis Santschi, 1907
- > 30 especies más

- Phaulomyrma G.C. Wheeler & E.W. Wheeler, 1930

- Phaulomyrma javana Wheeler & Wheeler, 1930 (Java)

- Yavnella Kugler, 1987

- Yavnella argamani Kugler, 1987
- Yavnella indica Kugler, 1987